# Hormius albipes
Hormius albipes är en stekelart som beskrevs av William Harris Ashmead 1895. Hormius albipes ingår i släktet Hormius och familjen bracksteklar. Inga underarter finns listade i Catalogue of Life.